# 凱萊–哈密頓定理
在線性代數中，凱萊–哈密頓定理（英語：Cayley–Hamilton theorem）（以數學家阿瑟·凱萊與威廉·卢云·哈密顿命名）表明每個佈於任何交換環上的實或複方陣都滿足其特徵方程式。
明確地說：設{\displaystyle A}為給定的{\displaystyle n\times n}矩陣，並設{\displaystyle I_{n}}為{\displaystyle n\times n}單位矩陣，則{\displaystyle A}的特徵多項式定義為：
{\displaystyle p(\lambda )=\det(\lambda I_{n}-A)}
其中{\displaystyle \det }表行列式函數。凱萊–哈密頓定理斷言：
{\displaystyle p(A)=O}
凱萊–哈密頓定理等價於方陣的特徵多項式會被其極小多項式整除，這在尋找若尔当标准形時特別有用。

## 例子
舉例明之，考慮下述方陣：
{\displaystyle A={\begin{bmatrix}1&2\\3&4\end{bmatrix}}}
其特徵多項式為
{\displaystyle p(\lambda )={\begin{vmatrix}\lambda -1&-2\\-3&\lambda -4\end{vmatrix}}=(\lambda -1)(\lambda -4)-2\cdot 3=\lambda ^{2}-5\lambda -2}
此時可以直接驗證凱萊–哈密頓定理：
{\displaystyle A^{2}-5A-2I_{2}=O}
此式可以簡化高次冪的運算，關鍵在於下述關係：
{\displaystyle A^{2}-5A-2I_{2}=O}
{\displaystyle A^{2}=5A+2I_{2}}
例如，為了計算{\displaystyle A^{4}}，可以反覆利用上述關係式：
{\displaystyle A^{3}=(5A+2I_{2})A=5A^{2}+2A=5(5A+2I_{2})+2A=27A+10I_{2}}
{\displaystyle A^{4}=A^{3}A=(27A+10I_{2})A=27A^{2}+10A=27(5A+2I_{2})+10A}
{\displaystyle A^{4}=145A+54I_{2}}
或是，如果要計算{\displaystyle A^{n}}，也可以假設：
{\displaystyle A^{n}=aA+bI}
然後，依照前面的特徵多項式{\displaystyle \lambda ^{2}-5\lambda -2}之兩解{\displaystyle \lambda _{1},\lambda _{2}}，代入後可以得到
{\displaystyle \lambda _{1}^{n}=a\lambda _{1}+b}
{\displaystyle \lambda _{2}^{n}=a\lambda _{2}+b}
然後解方程後求出{\displaystyle a,b}，便可得{\displaystyle A^{n}}。
此外，凱萊–哈密頓定理也是計算特徵向量的重要工具。
註：一般而言，若{\displaystyle n\times n}矩陣{\displaystyle A}可逆（即：{\displaystyle \det(A)\neq 0}），則{\displaystyle A^{-1}}可以寫成{\displaystyle A}的冪次和：特徵多項式有如下形式
{\displaystyle p(\lambda )=\lambda ^{n}-\operatorname {tr} (A)\lambda ^{n-1}+\cdots +(-1)^{n}\det(A)}
將方程式{\displaystyle p(A)=0}同乘以{\displaystyle A^{-1}}，便得到
{\displaystyle A^{-1}={\frac {(-1)^{n-1}}{\det(A)}}(A^{n-1}-\operatorname {tr} (A)A^{n-2}+\cdots )}

## 定理證明
以下考慮佈於域{\displaystyle k=\mathbb {R} ,\mathbb {C} }上的矩陣。
凱萊–哈密頓定理可以視為線性代數中拉普拉斯展開的推論。拉普拉斯展開可推出若{\displaystyle S}是{\displaystyle n\times n}矩陣，而{\displaystyle \operatorname {adj} (S)}表其伴隨矩陣，則
{\displaystyle S\operatorname {adj} (S)=\det(S)I_{n}}
取{\displaystyle S=tI_{n}-A}，便得到{\displaystyle (tI_{n}-A)\operatorname {adj} (tI_{n}-A)=p_{A}(t)I_{n}}。此式對所有{\displaystyle t}皆成立，由於實數或複數域有無窮多元素，上式等式在多項式環{\displaystyle k[t]}內成立。
設{\displaystyle M:=k^{n}}，矩陣{\displaystyle A}賦予{\displaystyle M}一個{\displaystyle k[t]}-模結構：{\displaystyle f(t)\cdot m=f(A)m}。考慮{\displaystyle k[t]}-模{\displaystyle M[t]:=M\otimes _{k}k[t]}，我們有{\displaystyle k[t]}-模之間的「求值態射」：
{\displaystyle e_{A}:M[t]\to M,\qquad M\otimes t^{i}\mapsto A^{i}m}
固定{\displaystyle m\in M}，對{\displaystyle M[t]}中的等式
{\displaystyle (tI_{n}-A)\operatorname {adj} (tI_{n}-A)\,m=p_{A}(t)m}
右側取{\displaystyle e_{A}}後得到{\displaystyle p_{A}(A)m}，左側取{\displaystyle e_{A}}後得到{\displaystyle (A-A)\cdot (\cdots )=0}。明所欲證。
另外一个简单的证明：

令：
{\displaystyle B={\mbox{adj}}(tI_{n}-A)}
由:
{\displaystyle S\operatorname {adj} (S)=\det(S)I_{n}}
得：
{\displaystyle (tI_{n}-A)B=\det(tI_{n}-A)I_{n}=p(t)I_{n}}
{\displaystyle {\begin{aligned}p(t)I_{n}&=(tI_{n}-A)B\\&=(tI_{n}-A)\sum _{i=0}^{n-1}t^{i}B_{i}\\&=\sum _{i=0}^{n-1}tI_{n}\cdot t^{i}B_{i}-\sum _{i=0}^{n-1}A\cdot t^{i}B_{i}\\&=\sum _{i=0}^{n-1}t^{i+1}B_{i}-\sum _{i=0}^{n-1}t^{i}AB_{i}\\&=t^{n}B_{n-1}+\sum _{i=1}^{n-1}t^{i}(B_{i-1}-AB_{i})-AB_{0}\end{aligned}}}
{\displaystyle p(t)I_{n}=\det(tI_{n}-A)I_{n}=t^{n}I_{n}+t^{n-1}c_{n-1}I_{n}+\cdots +tc_{1}I_{n}+c_{0}I_{n}}
因两多项式，他们的对应项系数相等得：
{\displaystyle B_{n-1}=I_{n},\qquad B_{i-1}-AB_{i}=c_{i}I_{n}\quad {\text{for }}1\leq i\leq n-1,\qquad -AB_{0}=c_{0}I_{n}~}
在等式两边t的i次项系数分别乘以Ai, 并将等式左右两边分别相加并合项得：
{\displaystyle O=A^{n}+c_{n-1}A^{n-1}+\cdots +c_{1}A+c_{0}I_{n}=p(A)}
得证。

## 抽象化與推廣
前述證明用到係數在{\displaystyle k[t]}的矩陣的克萊姆法則，事實上該法則可施於任何係數在交換環上的矩陣。藉此，凱萊–哈密頓定理可以推廣到一個交換環{\displaystyle R}上的任何有限生成自由模{\displaystyle M}（向量空間是特例）。中山正引理的一種證明就用到這個技巧。

## 外部連結
- PlanetMath 上的證明（页面存档备份，存于）